# Estadi El Sadar
El Sadar (conegut entre 2005 i 2011 com Reyno de Navarra per qüestions de patrocini) és un estadi de futbol situat a Pamplona, on juga com a local l'CA Osasuna, equip de futbol de primera divisió. L'estadi, inaugurat el 2 de setembre de 1967, té una capacitat màxima de 19.800 persones (totes assegudes). Les dimensions del camp són 105 metres de llarg i 67,5 d'ample.
Va ser remodelat el 1989 amb la construcció de la Tribuna de Preferència Alta.
El 1998 va acollir la primera tenda oficial del club, i el 29 de maig de 1999 es van inaugurar les oficines en la part del darrere de l'estadi, situades anteriorment a la Plaça del Castell de Pamplona. Al gener d'enguany es va instal·lar un videomarcador en l'angle nord, i el 13 de novembre es va inaugurar la nova seu social i la sala de juntes.
La temporada 99-00 es van instal·lar dos restaurants en l'exterior de l'estadi, i la sala de premsa va canviar d'ubicació. La temporada 02-03 es van estrenar noves cabines de premsa, que van ser reubicades en la zona més alta de l'estadi, i l'antiga zona es va transformar en localitats VIP. També es va instal·lar un nou túnel de vestidors telescòpic, i en l'exterior es van muntar dues lones amb imatges osasunistas.
Més endavant, es van ampliar les oficines amb la construcció de tres nous despatxos i una nova sala de reunions, i el 14 de maig de 2003 es va inaugurar un local per a la Federació de Penyes Osasunistas. A l'estiu es va escometre una remodelació total de la graderia, alçant la part baixa quasi 2 metres de la gespa, retirant la mítica tanca de separació amb el terreny de joc, millorant així la visibilitat del camp. Es van ampliar les bandes i els fons, i les velles banquetes es van substituir per uns moderns de metacrilat. Es van instal·lar nous videomarcadors cada fons, i a més es va inaugurar la nova seu de la Fundació Osasuna en la façana de l'estadi.
Des de la seua inauguració fins a començaments de 2006 va rebre el nom d'Estadi del Sadar en honor del riu Sadar que travessa la capital navarresa molt prop de l'estadi. A partir de 2006 va canviar el seu nom pel de Reyno de Navarra després d'arribar a Osasuna i Govern de Navarra un acord de patrocini mitjançant el qual Osasuna rep 1,5 milions d'euros durant tres anys. Reyno de Navarra és la marca creada per l'Executiu foral per a promocionar el turisme a Navarra.
Al desembre de 2006 el club va proposar un ambiciós projecte de reforma de l'estadi, consistent a derrocar els 4 cantons per a construir noves llotges, oficines i locals comercials, l'enderrocament de l'antiquada coberta per a ser substituïda per una altra que millore la visibilitat del camp i evite les goteres, la construcció de nous boxes privats i la total reforma de la façana i de l'aspecte interior i exterior de l'estadi. El club té la intenció de pagar les obres amb els beneficis que adquirirà del lloguer d'oficines, locals comercials i boxes. La reforma ha de ser ara aprovada per l'ajuntament de Pamplona.
El dia 4 de maig de 2008, per primera vegada en la història, un equip es proclamava campió de la Primera Divisió en el Reyno de Navarra, era el Reial Madrid, amb una remuntada en els minuts finals (1-2).